# Confédération asiatique de volley-ball
Pour les articles homonymes, voir AVC.
La Confédération asiatique de volley-ball (AVC) est la fédération continentale gérant le volley-ball en Asie et en Océanie. Elle est basée à Pékin.

## Histoire
L'AVC a été fondée le 6 mai 1952, à l'initiative du Japonais Nishikawa, douze membres la composaient. En 1962 l'AVC a été rebaptisée en Asian Volleyball Federation (AVF) après que la Fédération internationale de volley-ball (FIVB) lors de son congrès en septembre 1961 ait décidé de créer des zones intercontinentales. En 1964, la fédération a repris son nom précédent. En novembre 1976, l'AVC a choisi le Japonais Maeda à la présidence, puis en novembre 1985 son compatriote Yasutaka Matsudaira lui a succédé. En novembre 2008, Dr. Saleh Bin Nasser est élu président de l'AVC, en remplacement du Chinois Jizhong Wei, nommé récemment à la tête de la FIVB.

## Zones

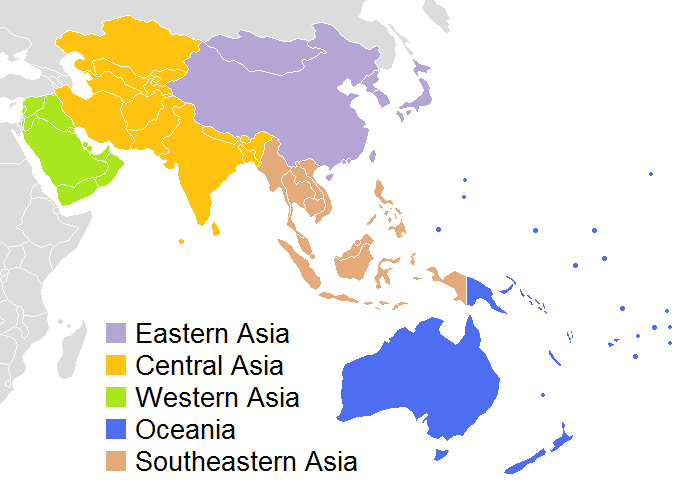

L'AVC est composée de plusieurs zones :
- L'Asie de l'Est
- L'Asie du Sud-Est
- L'Asie centrale
- Le Moyen-Orient
- L'Océanie

## Les Tournois sous son égide
- Championnat d'Asie et d'Océanie de volley-ball
- Championnat junior d'Asie et d'Océanie de volley-ball
- Championnat cadet d'Asie et d'Océanie de volley-ball
- Coupe d'Asie de volley-ball
- Championnat AVC des clubs

## Fédérations nationales affiliées
| Code | Pays                        | Fédération                                             | Lien |
| ---- | --------------------------- | ------------------------------------------------------ | ---- |
| AFG  | Afghanistan                 | Afghanistan Volleyball Association                     |      |
| ASM  | Samoa américaines           | American Samoa Volleyball Association                  |      |
| AUS  | Australie                   | Australia Volleyball Federation                        |      |
| BGD  | Bangladesh                  | Bangladesh Volleyball Federation                       |      |
| BHR  | Bahreïn                     | Bahrain Volleyball Association                         |      |
| BRN  | Brunei                      | Brunei Amateur Volleyball Association                  |      |
| BTN  | Bhoutan                     | Bhutan Volleyball Federation                           |      |
| CHN  | Chine                       | China Volleyball Association                           |      |
| COK  | Îles Cook                   | Cook Islands Volleyball Association                    |      |
| FJI  | Fidji                       | Fiji Volleyball Federation                             |      |
| FSM  | États fédérés de Micronésie | Federated States of Micronesia Volleyball Association  |      |
| GUM  | Guam                        | Guam Volleyball Federation                             |      |
| HKG  | Hong Kong                   | Volleyball Association of Hong Kong, China             |      |
| INA  | Indonésie                   | National Volleyball Federation of Indonesia            |      |
| IND  | Inde                        | Volleyball Federation of India                         |      |
| IRI  | Iran                        | Islamic Republic of Iran Volleyball Federation         |      |
| IRQ  | Irak                        | Iraq Center Volleyball Federation                      |      |
| JOR  | Jordanie                    | Jordan Volleyball Federation                           |      |
| JPN  | Japon                       | Japan Volleyball Association                           |      |
| KAZ  | Kazakhstan                  | Volleyball Federation of Republic of Kazakhstan        |      |
| KGZ  | Kirghizistan                | Kirigistan Volleyball Federation                       |      |
| KHM  | Cambodge                    | Cambodia Volleyball Federation                         |      |
| KIR  | Kiribati                    | Kiribati Volleyball Federation                         |      |
| KOR  | Corée du Sud                | Korea Volleyball Association                           |      |
| KSA  | Arabie saoudite             | Saudi Arabia Volleyball Federation                     |      |
| KUW  | Koweït                      | Kuwait Volleyball Association                          |      |
| LAO  | Laos                        | Lao Volleyball Federation                              |      |
| LBN  | Liban                       | Lebanese Volleyball Federation                         |      |
| MAC  | Macao                       | Amateur Volleyball Association of Macao                |      |
| MDV  | Maldives                    | Volleyball Association of Maldives                     |      |
| MGL  | Mongolie                    | Volleyball Federation of Mongolia                      |      |
| MHL  | Îles Marshall               | Republic of the Marshall Islands Volleyball Federation |      |
| MMR  | Birmanie                    | Myamar Volleyball Federation                           |      |
| MNP  | Îles Mariannes du Nord      | Saipan Amateur Volleyball Association                  |      |
| MYS  | Malaisie                    | Malaysia Amateur Volleyball Association                |      |
| NEP  | Népal                       | Nepal Volleyball Association                           |      |
| NIU  | Niue                        | Niue Island Volleyball Association                     |      |
| NRU  | Nauru                       | Nauru Volleyball Association                           |      |
| NZL  | Nouvelle-Zélande            | Volleyball New Zealand                                 |      |
| OMN  | Oman                        | Oman Volleyball Association                            |      |
| PAK  | Pakistan                    | Pakistan Volleyball Federation                         |      |
| PHI  | Philippines                 | Philippine Amateur Volleyball Association              |      |
| PLW  | Palaos                      | Palau Amateur Volleyball Association                   |      |
| PLY  | Polynésie française         | Volleyball Federation of Tahiti                        |      |
| PNG  | Papouasie-Nouvelle-Guinée   | Papua New Guinea Amateur Volleyball Federation         |      |
| PRK  | Corée du Nord               | Volleyball Association of the D.P.R. Korea             |      |
| PSE  | Palestine                   | Palestine Volleyball Association                       |      |
| QAT  | Qatar                       | Qatar Volleyball Association                           |      |
| SGP  | Singapour                   | Volleyball Association of Singapore                    |      |
| SLB  | Îles Salomon                | Solomon Islands Volleyball Federation                  |      |
| SRI  | Sri Lanka                   | Sri Lanka Volleyball Federation                        |      |
| SYR  | Syrie                       | Syrian Arab Volleyball Federation                      |      |
| THA  | Thaïlande                   | Volleyball Association of Thailand                     |      |
| TJK  | Tadjikistan                 | Volleyball Federation of Tadjikistan                   |      |
| TKM  | Turkménistan                | Turkmenistan Volleyball Federation                     |      |
| TON  | Tonga                       | Tonga National Volleyball Association                  |      |
| TPE  | Taipei chinois              | Chinese Taipei Volleyball Association                  |      |
| TUV  | Tuvalu                      | Federation de Volleyball des Tuvalu                    |      |
| UAE  | Émirats arabes unis         | United Arab Emirates Volleyball Association            |      |
| UZB  | Ouzbékistan                 | Uzbekistan Volleyball Federation                       |      |
| VIE  | Viêt Nam                    | Volleyball Federation of Vietnam                       |      |
| VUT  | Vanuatu                     | Vanuatu Amateur Volleyball                             |      |
| WSM  | Samoa                       | Western Samoa Volleyball Association                   |      |
| YEM  | Yémen                       | Yemen Volleyball Association                           |      |